# Madonna Inn
Pour les articles homonymes, voir Madonna (homonymie).
 (10 février 2018).
Le contenu est difficilement compréhensible vu les erreurs de traduction, qui sont peut-être dues à l'utilisation d'un logiciel de traduction automatique.
Le Madonna Inn est un motel de San Luis Obispo, en Californie. Ouvert en 1958, il est rapidement devenu un monument connu de la Côte Centrale de la Californie. L'auberge a été créée par Alex Madonna, magnat de la construction et entrepreneur (décédé en 2004) et son épouse Phyllis. Ce complexe hôtelier a pour clientèle principale les routards traversant l'U.S. Route 101. Situé sur le côté ouest de cette route, au sud est du Cerro San Luis Obispo (en), il comprend un restaurant et une boulangerie.
La propriété est de style mixte. L'extérieur imite le style des chalets des Alpes suisses. À l'intérieur, les salles communes sont décorées de roses roses et de fresques style Western en cuivre martelé. Chacune des 110 chambres et suites est conçu dans un style unique avec une thématique propre. Même si quelques touristes ne veulent que visiter l'urinoir-cascade de roche, des toilettes des hommes, dessiné par Harvey Allen Warren.

## L'histoire
Alex Madonna dessine les plans de base du motel sur une serviette de table. L'architecte Richard Neutra lui aurait fait la remarque qu'aucun architecte n'aurait accepté des plans avec autant d'angles.
Le Madonna Inn ouvre le 24 décembre 1958, il ne propose à l'époque que douze chambres. En 1959, l'affluence oblige les propriétaires à agrandir l'établissement accueillant désormais quarante chambres. En 1960, l'enseigne de l'établissement est inaugurée.
En 1966, le motel subit un incendie. Il rouvre un an plus tard. À la fin des années 1990, toutes les chambres été reconstruites dans le style actuel de l'hôtel, affichant désormais une capacité d'accueil de 110 chambres.
L'hôtel est connu pour sa couleur rose. Un insigne rose du Rotary club marquait l'entrée des lieux. En 1975, Madonna se bat pour faire construire un nouveau bâtiment hôtelier sur une colline adjacente. Le terrain, situé à la base du Cerro San Luis Obispo, devient le Madonna-Twisselman Ranch, et est mis en vente pour $7,95 millions en 2024.
En 1977, un client a finalement testé toutes les 110 chambres de l'hôtel, ce qui lui aura pris 7 ans. D'autres clients s'adonneront au même exercice par la suite.
En 1982, le Madonna Inn est déjà une institution quand Alex Madonna, le propriétaire fondateur déclare : 

« Personne ne peut construire une autre chambre et à fortiori, une centaine comme celles-ci. C'est une réalité économique. Les hôtels cherchent à restreindre les coûts au maximum. J'essaye de proposer aux clients un lieu de séjour convenable, où ils reçoivent plus qu'ils ne donnent. Je souhaite que les gens viennent avec le sourire et repartent avec le sourire. C'est amusant. »

— Aljean Harmetz (January 3, 1982)
Alex Madonna décède en 2004.

## Chambres
Visant à répondre à un éventail de goûts,, les chambres ont des noms inhabituels tels que « Yahoo » (youpi), « Love Nest » (nid d'amour), « Old Mill » (vieux moulin), « Kona Rock » (montagne Kona), « Irish Hills » (collines irlandaises), « Cloud Nine » (Nuage Neuf), « Juste Heaven » (Juste Ciel), « Hearts & Flowers » (Cœur et Fleurs), « Rock Bottom » (les profondeurs), « Autralian Suite » (suite australienne), « Cabin Still » (cabane), « Old World Suite » (suite de l'Ancien Monde), « Caveman Room » (chambre de l'homme des cavernes), « Elegance » (Élégance), « Daisy Mae », « Safari Room » (chambre safari), « Highway Suite » (suite de l'autoroute), « Jungle Rock » (rocher de la jungle), « American Home » (Maison américaine), « Bridal Falls and the Carin » (Mariée Tombe et la Carin).
Certaines chambres sont regroupés en thèmes. Par exemple, les chambres, « Ren », « Dez », « Vous » sont un jeu sur l'expression française : « rendez-vous ». Mais aussi, sur le thème du parc d'attractions et plus particulièrement du carrousel : « Merry » (Joyeux), « Go » (Aller) et « Round » (Rond).
Le Madonna Inn a été décrit comme le motel le plus kitsch de californie. C'est une destination prisée pour les lunes de miel.

## Dans la culture populaire
- Le Madonna Inn fournit la toile de fond pour un épisode de la saison 14 de la série de télé-réalité The Bachelor, diffusé par ABC le 25 janvier 2010, le pilote Jake Pavelka et les neuf femmes restantes prennent la route jusqu'à la côte californienne, visitent Oceano Dunes, et passent la nuit dans le Madonna Inn[9].
- En 1994, un épisode des Simpson intitulé "La Potion magique" dispose d'un hôtel basé sur le Madonna Inn, qui, entre autres choses contient aussi une chambre d'homme des cavernes.
- La chanson Take Me Down (1978) de "Weird Al" Yankovic mentionne le célèbre urinoir (appelée à tort "toilettes"), ainsi que d'autres points d'intérêt locaux tels que Pismo Beach, Hearst Castle, Bubblegum Alley, et Morro Rock.
- Le segment Le Rigoletto du film Un sketch (1987) a été tourné autour de l'hôtel.
- La vidéo de la chanson Echo des Fox y a été tournée.
- La vidéo de la chanson Flesh without blood/Life in the vivid dream de Grimes y a été tournée.
- La vidéo de la chanson Side chick de Diana Espir y a été tournée.

## Photographies

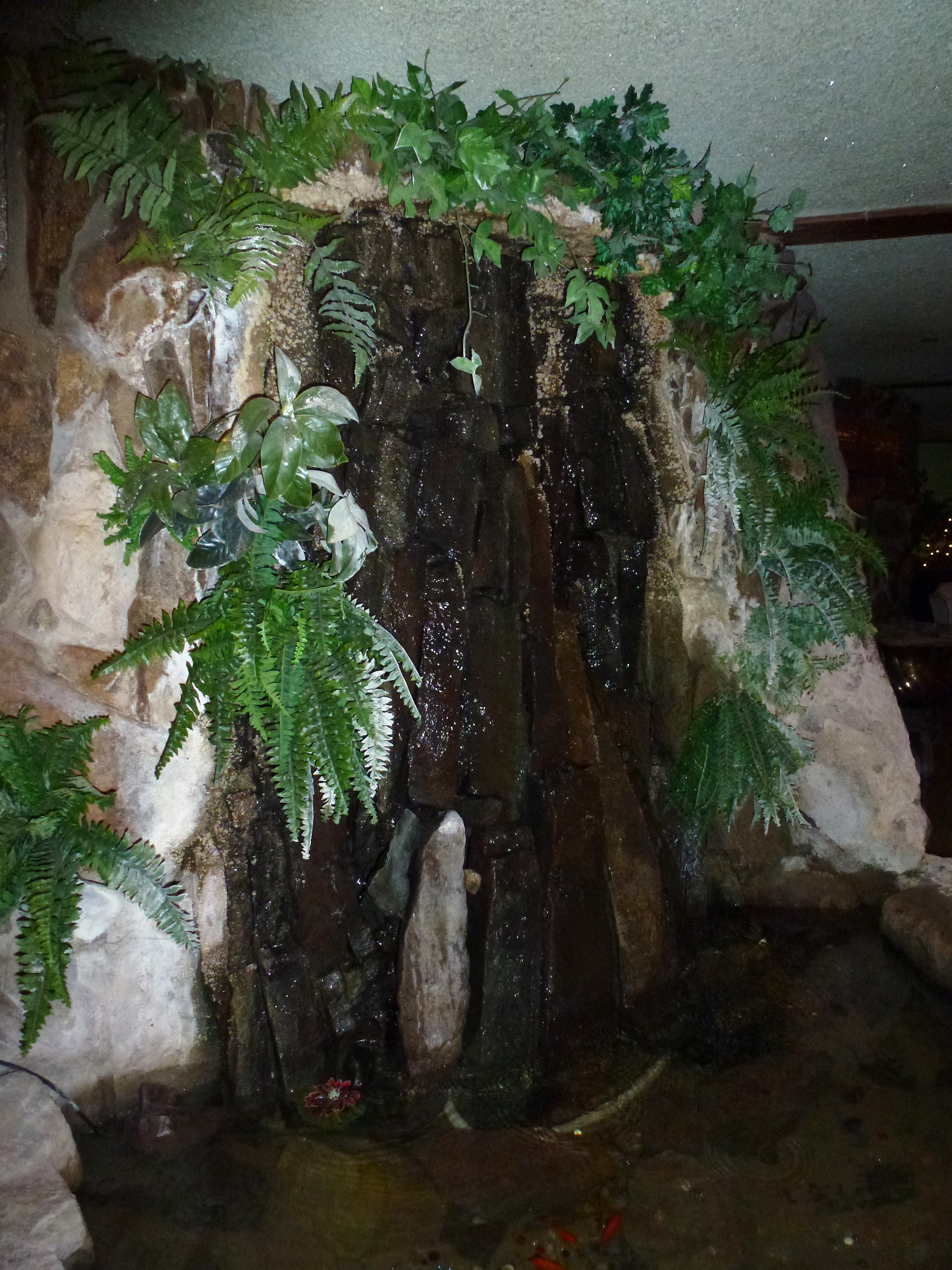
La cascade
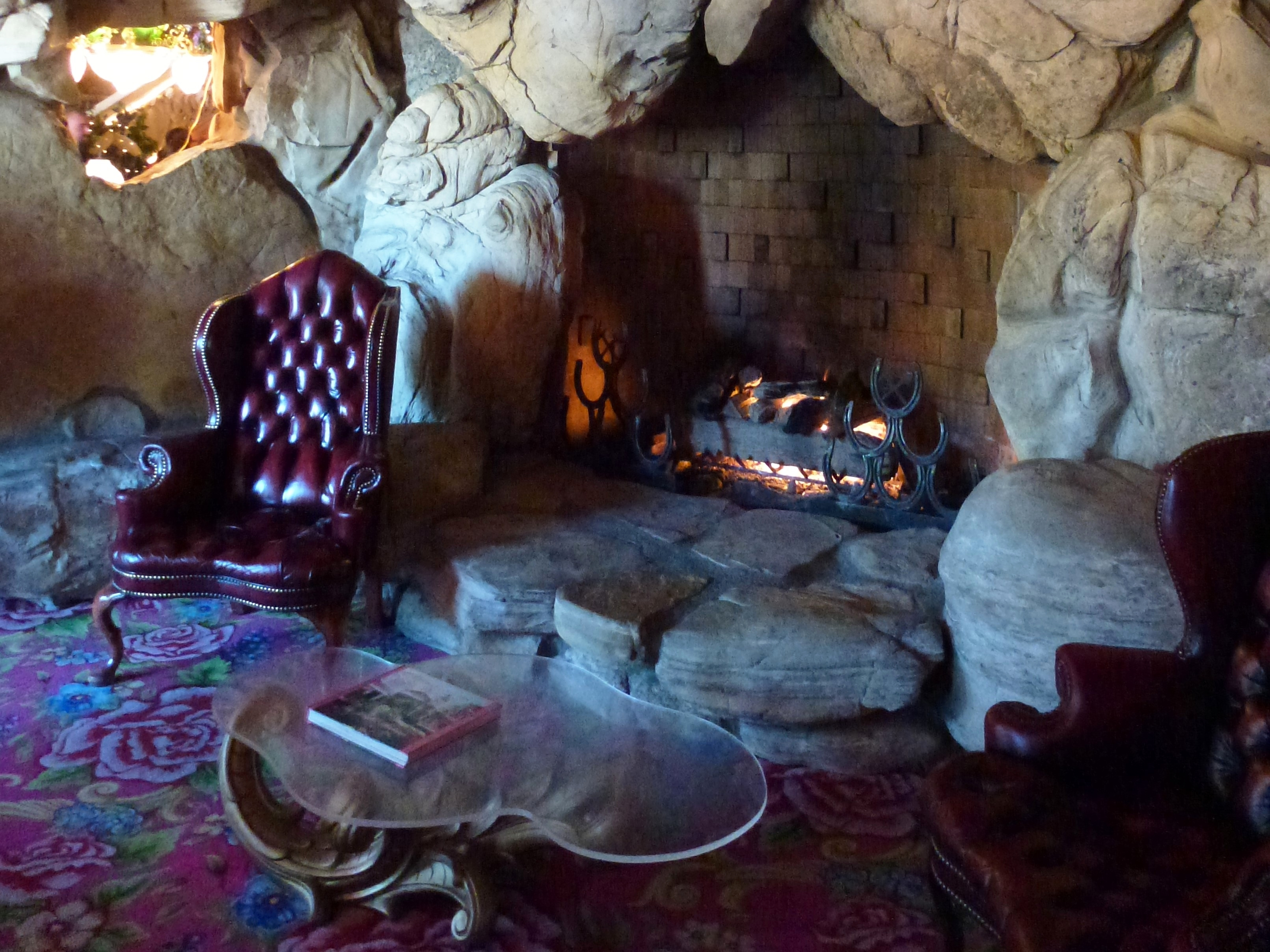
L'âtre
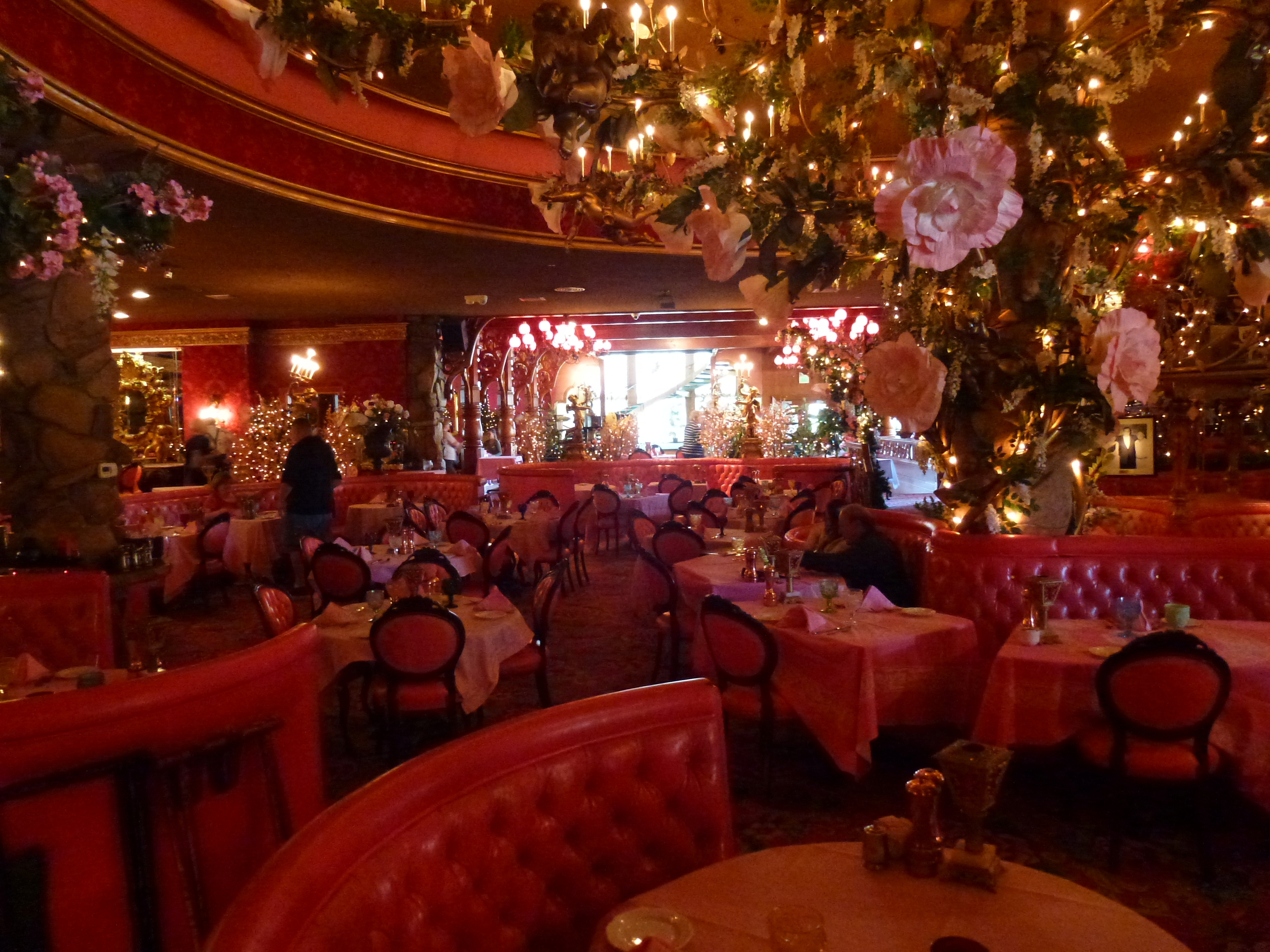
Le salon-bar
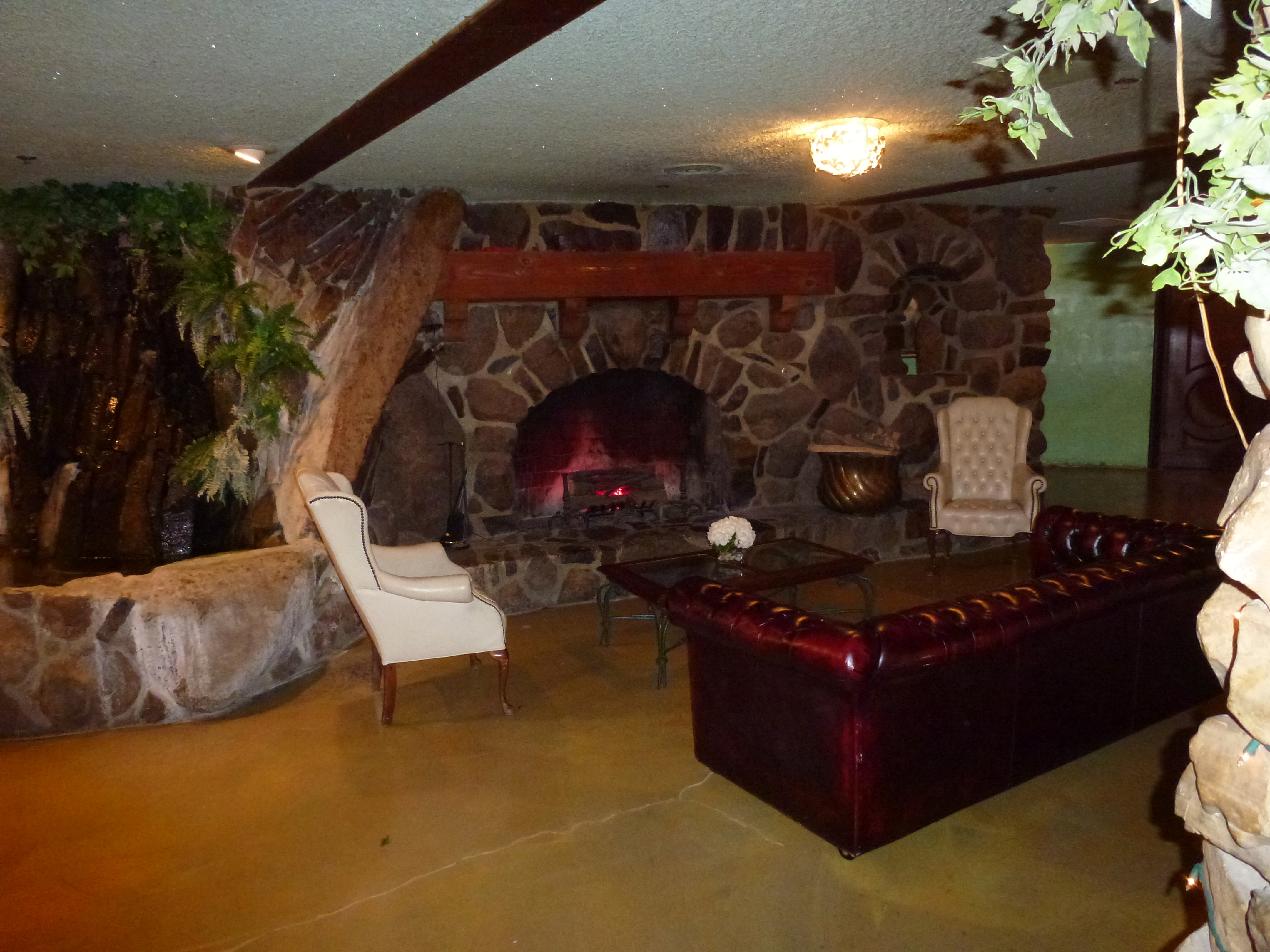
Le salon avec cheminée
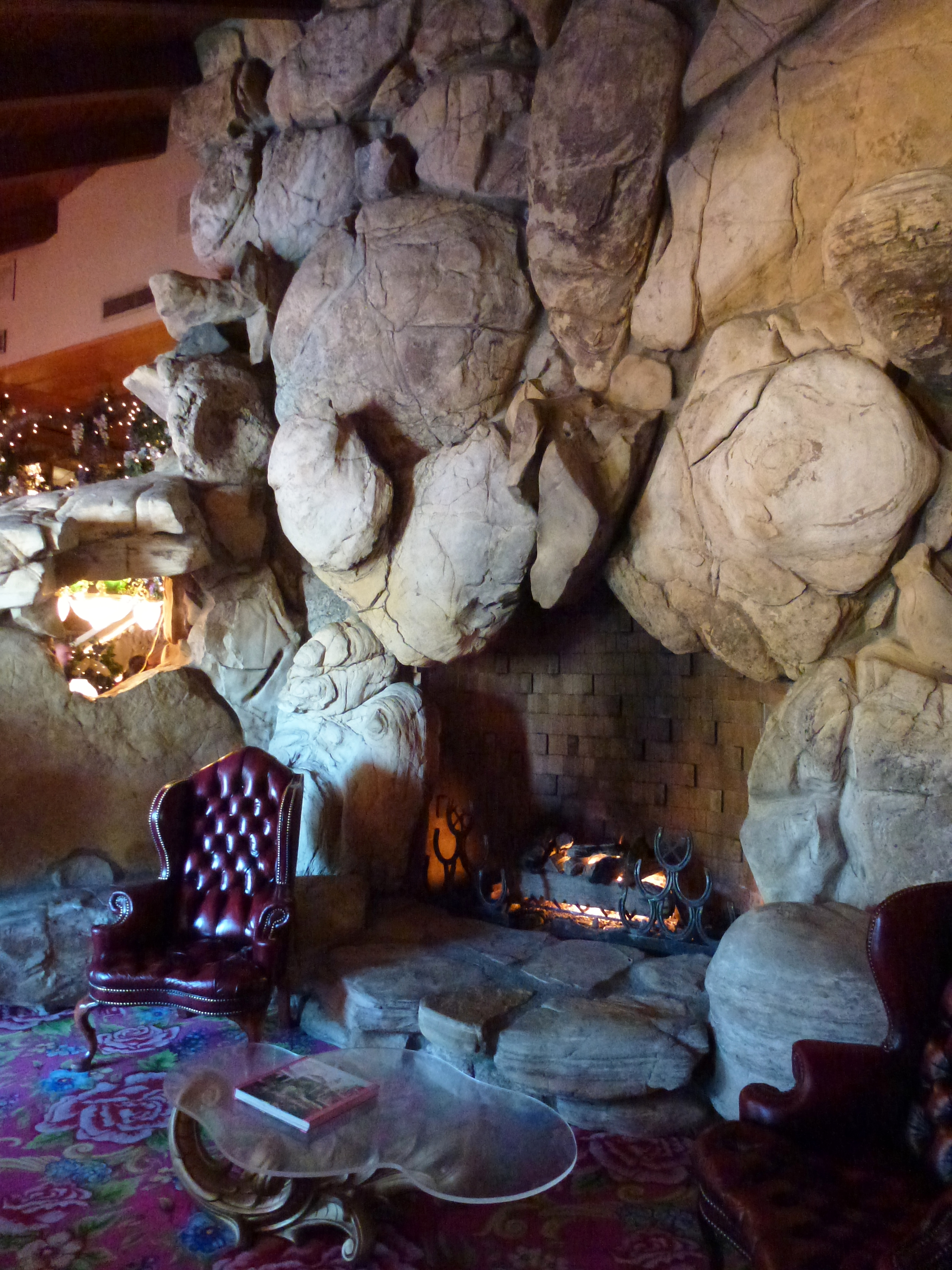
Le salon avec cheminée
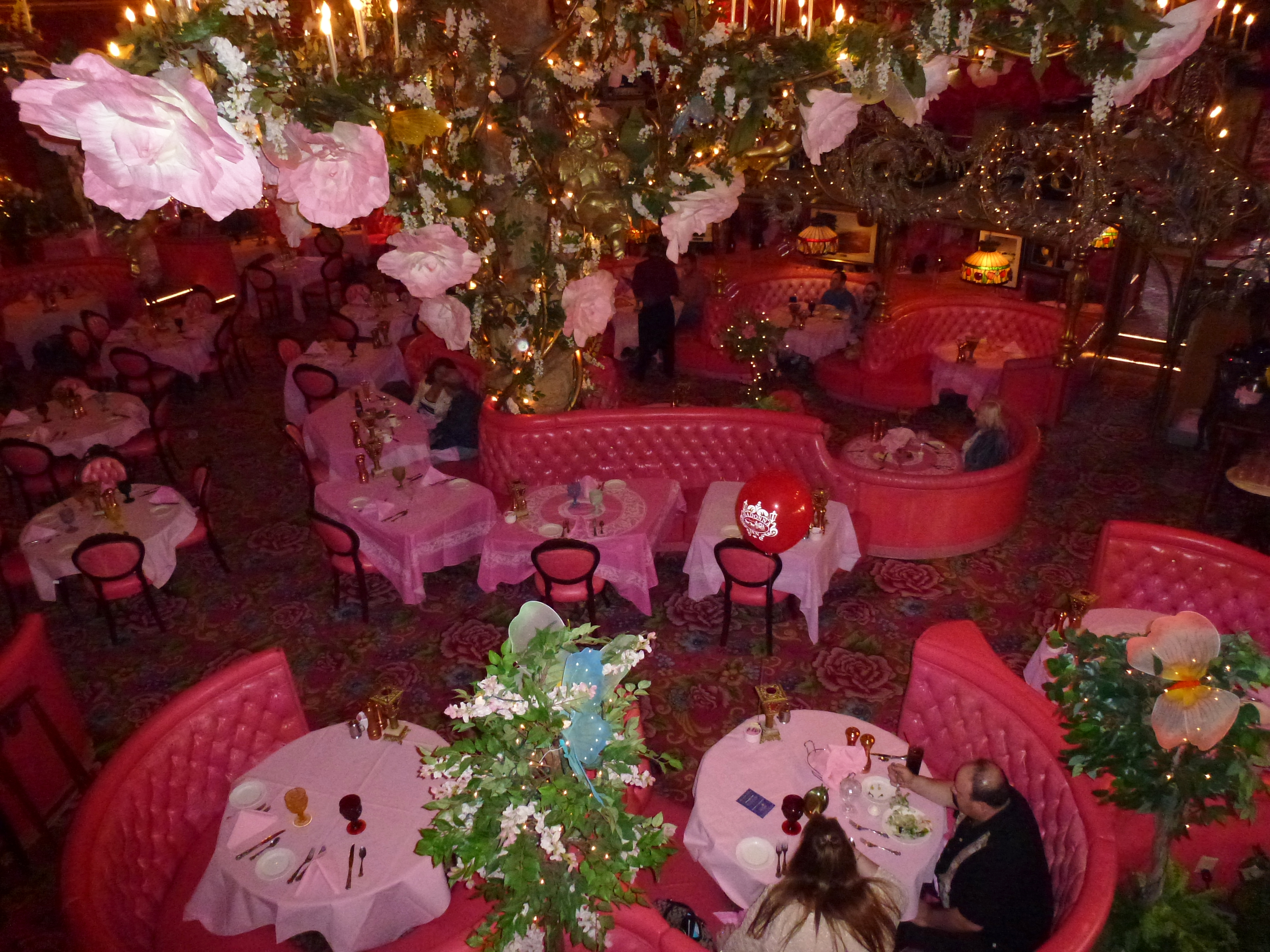
Salle de restaurant
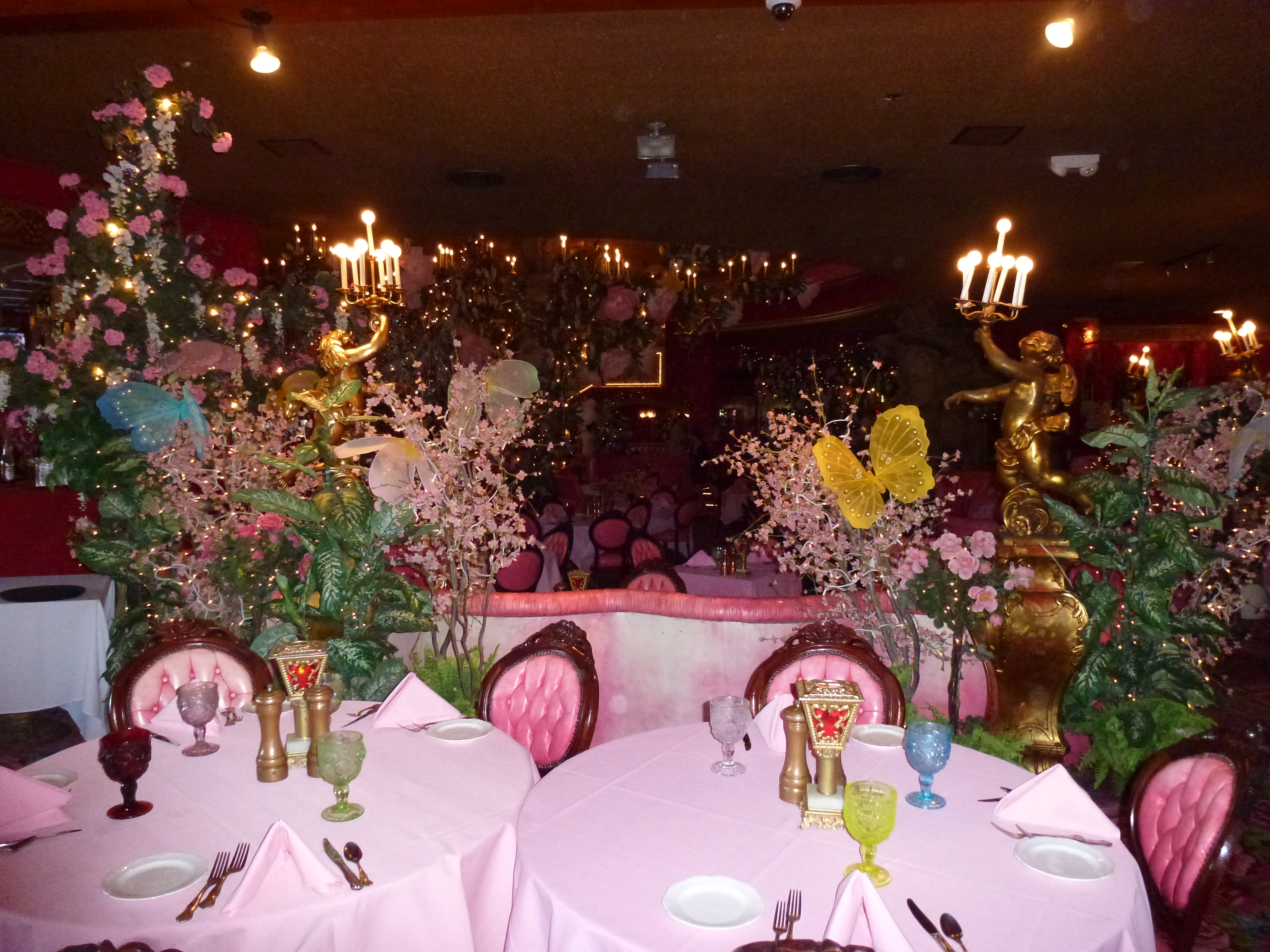
Salle de restaurant
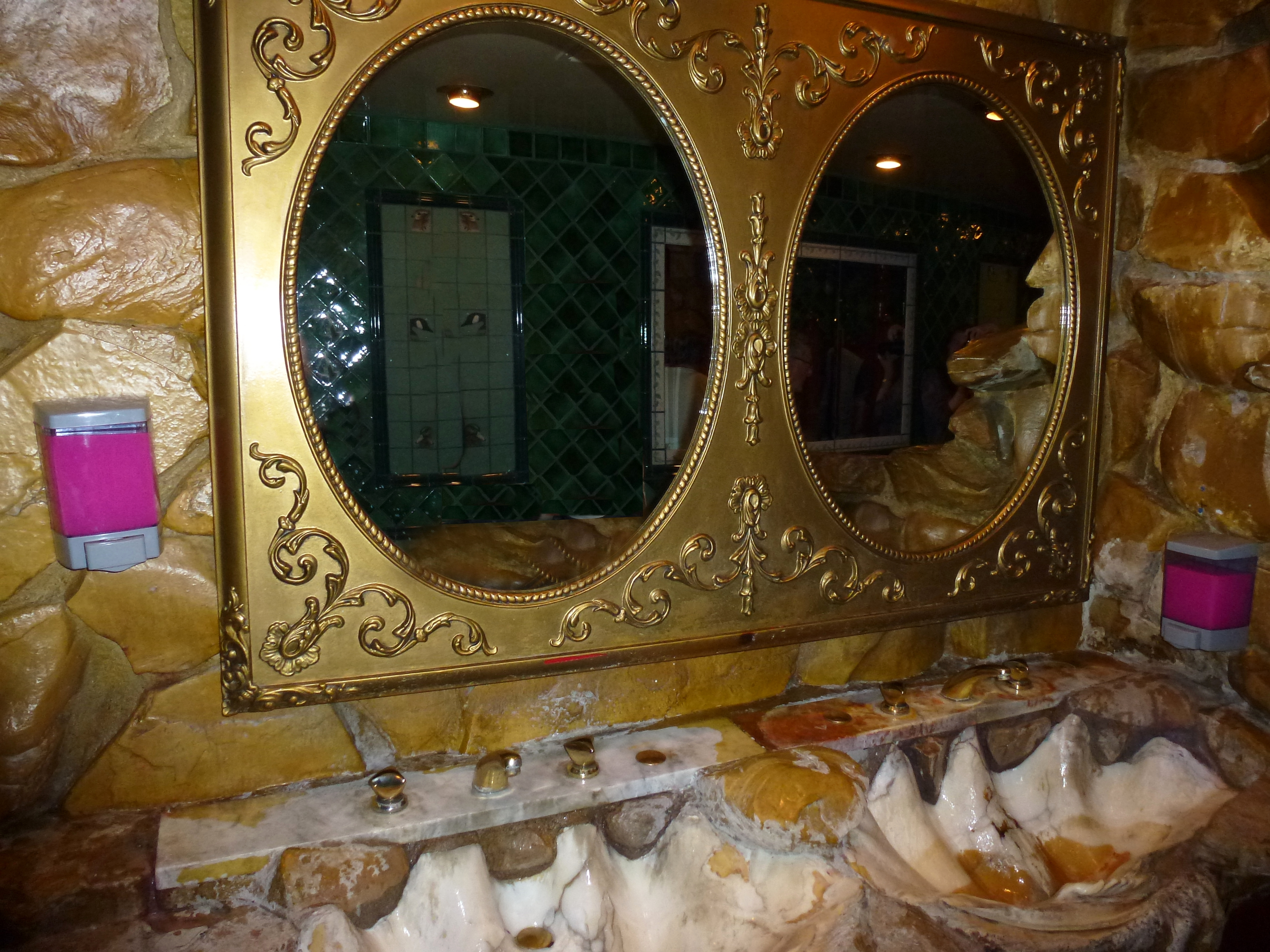
Lavabo des toilettes
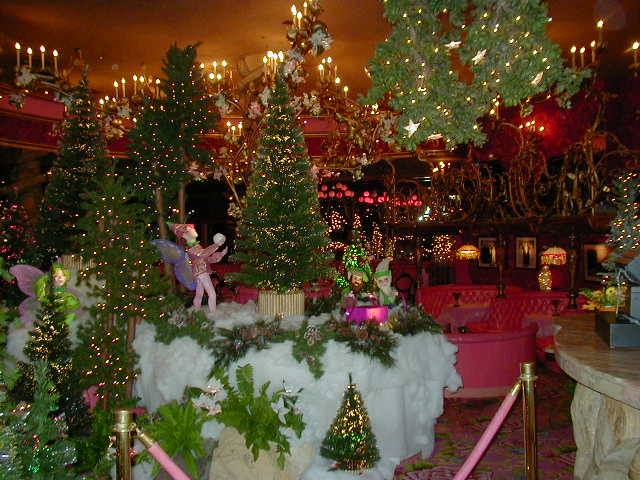
Décoration de Noël
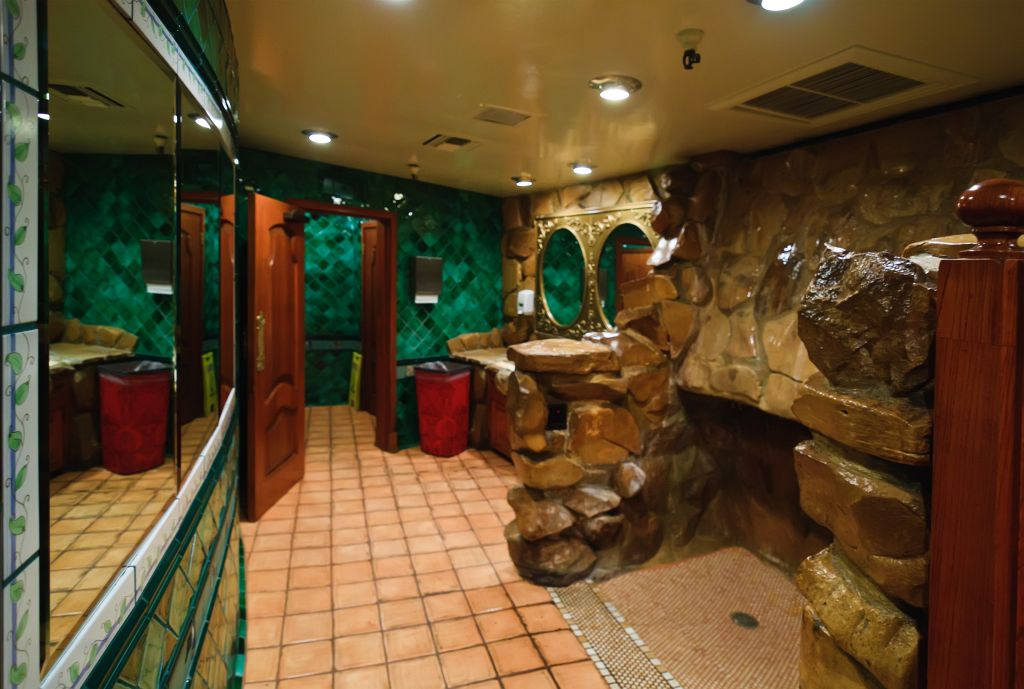
Urinoir avec cascade